# Benzion Miller
Benzion Miller (hebr. בֶּן צִיּוֹן מילר, jid. בֶּן־צִיּוֹן מיללעֶר; ur. w obozie przesiedleńców w Fernwald 8 grudnia 1947, zm. 3 lutego 2025 w Nowym Jorku). – amerykański chazan polskiego pochodzenia.
Pochodził z wielopokoleniowej rodziny kantorów. Był synem rabina i kantora Aarona Millera, którego korzenie sięgają Oświęcimia. Śpiewać zaczął jako pięciolatek. Wiedzę na temat sztuki śpiewu hazzanut przekazał mu ojciec, pod kierunkiem którego doskonalił swój warsztat wokalny. Teorię muzyki studiował w Montrealu u kantora Samuela Taube. Był także absolwentem Bobover Yeshiva w Nowym Jorku i Bobover Yeshiva Kedushat Zion w Izraelu. W wieku 18 lat został kantorem synagogi w Żydowskim Centrum na Hillside w Nowym Jorku. Od 1981 roku był kantorem ortodoksyjnej synagogi Young Israel Beth El w Borough Park, na Brooklynie.
Koncertował na całym świecie, co roku w Polsce, szczególnie podczas Festiwalu Kultury Żydowskiej w Krakowie.

## Dyskografia
- Cantor Benzion Miller Sings Cantorial Concert Masterpieces
- HASC - Jerusalem The Experience
- High Holidays
- Shabbat
- I Believe
- The Soul Is Yours
- The Two In Harmony